# Matthew Broderick
Matthew Broderick (født 21. marts 1962) er en amerikansk skuespiller, der især er kendt for at spille hovedrollen i kultfilmen En vild pjækkedag (1986).
Han har også medvirket i film som Godzilla og Hybridmanden, og lagt stemme til Simba i Løvernes Konge.

## Filmografi i udvalg
- WarGames (1983)
- Ladyhawke og lommetyven (1985)
- En vild pjækkedag (1986)
- Project X (1987)
- Biloxi Blues (1988)
- Ærens mark (1989)
- Løvernes Konge (1994)
- Hybridmanden (1996)
- Godzilla (1998)
- Inspector Gadget (1999)